# Taeniophyllum wakatinense
Taeniophyllum wakatinense är en orkidéart som beskrevs av Johannes Jacobus Smith. Taeniophyllum wakatinense ingår i släktet Taeniophyllum och familjen orkidéer. Inga underarter finns listade i Catalogue of Life.